# 岡山龍谷高等学校
岡山龍谷高等学校（おかやまりゅうこくこうとうがっこう）は、岡山県笠岡市笠岡にある私立高等学校。龍谷総合学園加盟校。

## 設置学科
- 普通科
  - 特別進学コース
  - 選択選抜コース(1年生のみ)
  - 進学教養コース
  - 普通科・情報科　教養Leadersコース
- 情報科
  - I類　情報教養クラス
  - II類　情報特進クラス

## 部活動
- 運動部
  - サッカー部 - 高円宮杯U-18サッカーリーグ プリンスリーグ中国リーグ・2部に所属
  - バレー部
  - バドミントン部
  - 陸上競技部
  - ソフトテニス部

## 沿革
- 1900年（明治33年）1月1日 - 津田明導が甘露育児院を開院。
- 1923年（大正12年）4月1日 - 私立淳和女学校設立。
- 1925年（大正14年）4月15日 - 岡山県淳和実科高等女学校設立[1]。
- 1928年（昭和3年）4月15日 - 淳和女子職業学校開校[2]。
- 1943年（昭和18年）4月1日 - 淳和女子職業学校を淳和女子実業学校に改称[3]。岡山県淳和実科高等女学校を岡山県淳和高等女学校に改称
- 1944年（昭和19年）4月1日 - 淳和女子実業学校を廃止し、淳和女子商業学校を開校[4]。
- 1947年（昭和22年）4月7日 - 岡山県淳和中学校開校
- 1948年（昭和23年）
  - 3月31日 - 学制改革により岡山県淳和高等女学校・淳和女子商業学校を統合し、淳和女子高等学校（普通科・商業科・家政科）に移行する。
  - 7月8日 - 財団法人淳和学園創立
- 1951年（昭和26年）
  - 3月31日 - 淳和女子専門学校創立
  - 4月1日 - 岡山県淳和中学校募集停止
- 1953年（昭和28年）3月31日 - 岡山県淳和中学校の生徒が全員卒業
- 1957年（昭和32年）4月1日 - 淳和女子専門学校の生徒募集停止
- 1959年（昭和34年）3月31日 - 淳和女子専門学校の生徒が全員卒業

- 1997年（平成9年）4月1日 - 黎明高等学校に改名、男女共学になる（普通科、情報・会計科、生活デザイン科）。
- 2002年（平成14年）5月30日 - 龍谷総合学園加盟。
- 2004年（平成16年）4月1日 - 学科を普通科・情報科・生活科に改編。
- 2007年（平成19年）4月1日 - 岡山龍谷高等学校に改名。

## 交通アクセス
- 鉄道
  - JR笠岡駅より東へ徒歩7分
- 車
  - 山陽自動車道笠岡ICより南へ10分